# Badmeester

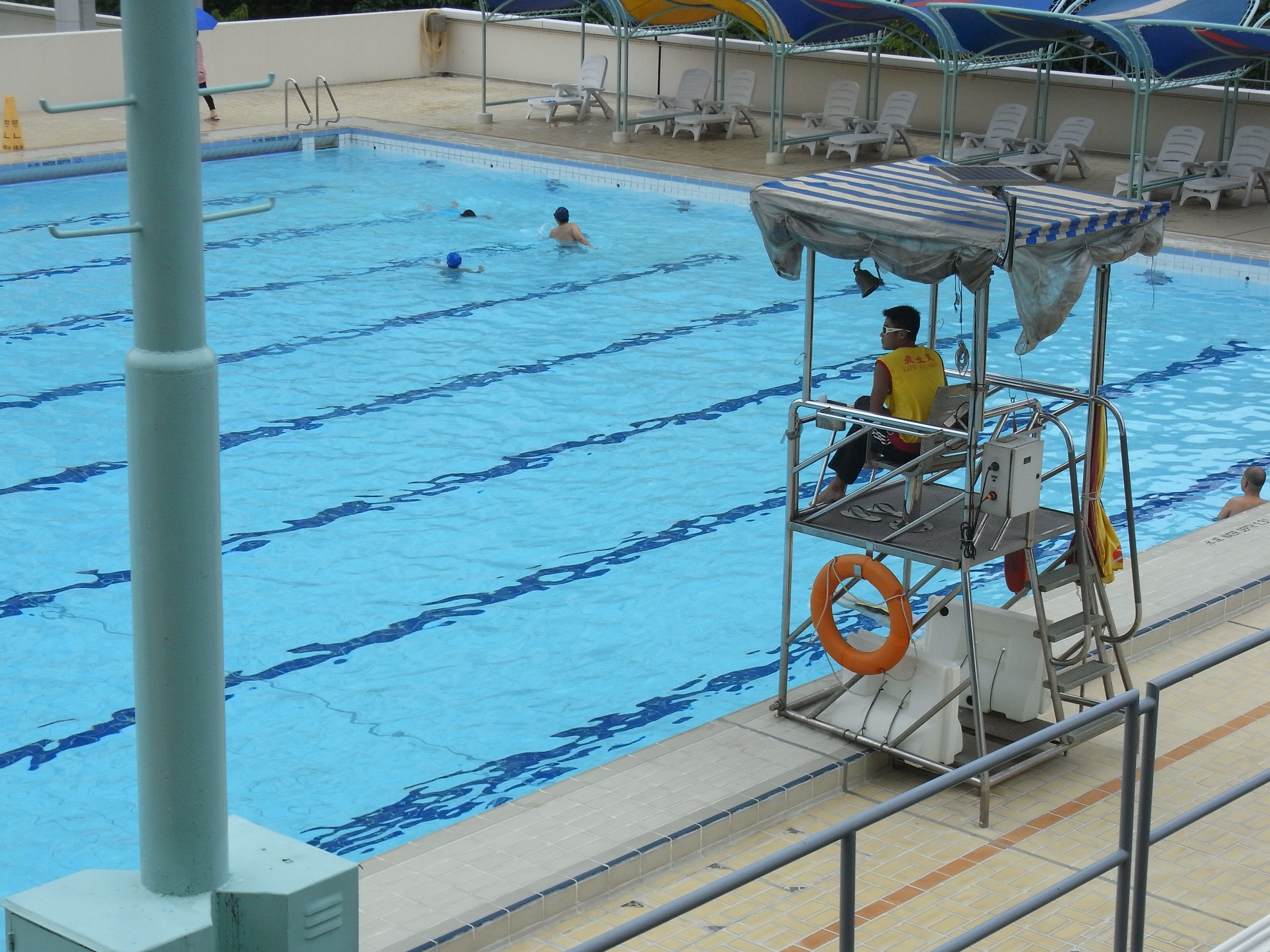
Badmeester

Een badmeester (vrouwelijke vorm: badjuf of badjuffrouw) of (zwembad)redder is iemand die toezicht houdt bij zwembaden. De taken strekken zich uit van het redden van verdrinkende mensen tot het optreden bij opstootjes. De opleiding bestaat in de meeste landen uit een EHBO-cursus en reddend zwemmen. In veel zwembaden vervullen de badmeesters en -juffen vaak ook de functies van zweminstructeur. De inhoud van de opleidingen wordt mee bepaald door de richtlijnen van de International Lifesaving Federation.
De uitrusting van een badmeester bestaat meestal uit opvallende kledij (wit, geel en/of rood) en een fluitje (om boven het zwembadgejoel uit te kunnen komen en te waarschuwen voor gevaar). In een openbaar zwembad is de badmeester de aangewezen autoriteit. In zwembaden wordt dat vaak ook op een bordje gezet, met een tekst als "de aanwijzingen van de badmeester dienen te worden opgevolgd". In een openluchtbad zit de badmeester vaak in een scheidsrechtersstoel of badmeestercabine om toezicht te houden. In een overdekt zwembad loopt de badmeester hiervoor langs het bad.

## België
In België zijn er verschillende kwalificaties waarover redders kunnen beschikken, naargelang het type zwemgelegenheid en het aantal aanwezigen, zijn er andere kwalificaties vereist.

### Basisredder
Een basisredder is opgeleid voor reddingen in zwembaden met een diepte van maximaal 1,40 meter en mag daar zelfstandig toezicht houden. In diepere zwembaden kan hij iemand met de kwalificatie hoger redder assisteren.

### Hoger redder
Een hoger redder is opgeleid voor reddingen in zwembaden dieper dan 1,40 meter. Zij kregen in hun opleiding ook technieken aangeleerd voor reddingen in dieper water, waarin men niet kan staan en om het slachtoffer al zwemmend te vervoeren.

### Redder aan zee
Redders aan de Belgische kust dienen een aparte opleiding te hebben gevolgd bij het Provinciaal Opleidingscentrum voor Veiligheidsdiensten van de provincie West-Vlaanderen. Redders aan zee kunnen niet functioneren als basis- of hoger redder in een zwembad maar kunnen wel meegeteld worden als toezichter. Zij kunnen het diploma van hoger redder behalen na het volgen van een overgangsmodule van 24 lesuren.